# Sociedad Española de Medicina de Familia y Comunitaria
La Sociedad Española de Medicina de Familia y Comunitaria (semFYC) es una sociedad científica médica, sin ánimo de lucro, que vela por el adecuado desarrollo de la Medicina familiar y comunitaria (MFyC) en España. 17 Sociedades Federadas integran la semFYC y la Sociedad cuenta con más de 20.000 socios, siendo la Sociedad científica más grande de España. Su organización se articula en secciones, grupos de trabajo y programas específicos.

## Historia
La semFYC inició los pasos para su constitución en 1982, como evolución del activo movimiento asambleario de la coordinadora de médicos residentes de Medicina familiar y comunitaria, que ya funcionaba desde 1979. 
La asamblea del colectivo MIR de Medicina de Familia y Comunitaria planteó y asumió formalmente la conveniencia de constituir la semFYC durante el transcurso de la larga huelga y el encierro mantenido por dicho colectivo en junio de 1982. La reivindicación principal era la creación de Centros de Salud y la defensa de la Atención Primaria y la especialidad. Por todo ello se constituyó una primera Junta Gestora, presidida por el Dr. Julio Sánchez Salvador que no logró culminar la constitución de la Sociedad ante las discrepancias surgidas en cuanto a la estructura que debía poseer.
En diciembre de 1983, en el transcurso de un Congreso anual celebrado en Granada, se constituyó una nueva Junta Gestora, presidida por la Dra. Asunción Prieto Orzanco que consiguió finalmente la constitución formal y legal de la semFYC, con la aprobación de los Estatutos y celebración de las primeras elecciones en 1984 cuyos resultados otorgaron a la Dra. Prieto Orzanco la primera presidencia de la semFYC. La Sociedad adopta entonces, una estructura transitoria de carácter no federal aunque con amplia autonomía de actuación para las distintas Sociedades Federadas que quedaría culminado al legalizarse la totalidad de las Sociedades Autonómicas.
Durante el período entre 1984 y 1987, se constituyen progresivamente la mayor parte de las Sociedades Autonómicas, contando la semFYC con 2.000 socios y socias al cumplirse los tres primeros años de su funcionamiento. La semFYC establece también los primeros contactos para una mayor proyección internacional, tanto con las organizaciones internacionales de Medicina de Familia (WONCA y CIMF), como con las Sociedades Científicas de la especialidad de otros países (Royal College Of General Practitioners y  Associaçao Portuguesa dos Médicos de Clínica Geral e Familiar)
Actualmente, la semFYC es una de las organizaciones miembro de la Organización Mundial de Médicos de Familia WONCA, siendo la única sociedad española de Medicina familiar y comunitaria representada, y cuenta con un conjunto de 20.000 socios y socias. 

## Objetivos
Los objetivos de la semFYC son la promoción y el desarrollo de una Atención Primaria resolutiva y de alta calidad centrada en la persona y en su comunidad, potenciar y facilitar el desarrollo profesional de los socios y las socias de la propia Sociedad así como de todo el conjunto de profesionales sanitarios que trabajan en el ámbito de la Atención Primaria, en colaboración con las organizaciones sanitarias, políticas y docentes españolas e internacionales.

## Sociedades Federadas
La semFYC está formada por 17 Sociedades Federadas que provienen de cada una de las 17 comunidades autónomas del Estado español.
- AGAMFEC: Asociación Galega de Medicina Familiar y Comunitaria
- OSATZEN: Sociedad Vasca de Medicina Familiar y Comunitaria
- samFYC: Sociedad Andaluza de Medicina Familiar y Comunitaria
- samFYC: Sociedad Asturiana de Medicina Familiar y Comunitaria
- samFYC: Sociedad Aragonesa de Medicina Familiar y Comunitaria
- IbamFIC: Societat Balear de Medicina Familiar i Comunitaria
- camFIC: Societat Catalana de Medicina Familiar i Comunitària
- SCMFIC: Sociedad Cántabra de Medicina Familiar i Comunitaria
- semFYCEX: Sociedad Extremeña de Medicina Familiar Comunitaria
- SoMaMFyC: Sociedad Madrileña de Medicina Familiar y Comunitaria
- SMUMFYC: Sociedad Murciana de Medicina Familiar y Comunitaria
- namFYC: Sociedad Navarra de Medicina de Familia y Atención Primaria
- SOCALEMFYC: Sociedad Castellana y Leonesa de Medicina de Familia y Comunitaria
- SOCALEMFYC: Sociedad Canaria de Medicina Familiar y Comunitaria
- SVMFIC: Societat Valenciana de Medicina Familiar i Comunitaria
- SRMFYC: Sociedad Riojana de Medicina Familiar y Comunitaria

## Actividades
La semFYC publica y difunde revistas, artículos y contenidos de ámbito científico sobre aquellos ámbitos que afectan a la Medicina Familiar y Comunitaria. También financia y dinamiza programas científicos y apoya a la investigación de los diversos Grupos de Trabajo integrados en la Sociedad.

### Congresos
La semFYC organiza cada año su Congreso de Medicina de Familia y Comunitaria. Se trata del mayor evento anual en España relacionado con la Medicina familiar y comunitaria. Hace 37 años que se celebra.
Últimos Congresos semFYC
- 2017: El 37.° Congreso será en Madrid
- 2016: La Coruña, 36.° Congreso de la semFYC
- 2015: Asturias, 35.° Congreso de la semFYC
- 2014: Gran Canaria, 34.° Congreso de la semFYC
- 2013: Granada, 33.° Congreso de la semFYC
- 2012: Bilbao, 32.° Congreso de la semFYC
- 2011: Zaragoza, 31.er Congreso de la semFYC
- 2010: Valencia, 30.° Congreso de la semFYC

### Actividad científica

#### Programas de la semFYC
- Programa de Actividades Preventivas y de Promoción de la Salud (PAPPS)
- Programa de Actividades Comunitarias en Atención Primaria (PACAP)
- Programa Comunicación y Salud
- Programa Dimensión Humana

#### Formación y cursos
La semFYC dispone de una sección de formación continuada adaptada a la Medicina familiar y comunitaria. Los cursos que organiza están dirigidos prioritariamente a sus socios/as y a los profesionales de la Atención Primaria para ayudar en la mejora de sus competencias.
- Programa formativo AMF
- Bioética en Atención Primaria
- Monitorización Ambulatoria de la Presión Arterial (MAPA)
- El ciclo vital familiar y la promoción de la salud
- Máster de investigación en Atención Primaria
- Cuidados Paliativos en Atención Primaria
- Cáncer de piel. Diagnóstico precoz mediante dermatoscopia
- Sesiones e-clínicas
- Ecografía Clínica para Médicos de Familia
- Manejo de la Retinopatía en AP. Certificado
- Cirugía menor en Atención Primaria

#### Grupos de Trabajo
Los Grupos de Trabajo científicos de la semFYC (GdT semFYC) investigan y tratan con aquellos temas sanitarios que más preocupan a la sociedad.
- Abordaje al tabaquismo
- Actividad física y salud
- Atención a la mujer
- Atención al adolescente
- Atención al Mayor
- Atención Familiar
- Bioética
- Cáncer
- Cirugía menor y Dermatología
- Cuidados paliativos
- Demencias
- Desigualdad y Salud
- Diabetes
- Dislipemias
- Ecografía
- Enfermedades Cardiovasculares
- Enfermedades Infecciosas
- Enfermedades Respiratorias
- Enfermedades Reumatológicas
- Genética clínica y enfermedades raras
- Grupo de Intervención en drogas
- Hipertensión Arterial
- Medicina Basada en la Evidencia
- Medicina rural
- Nefrourología
- Neurología
- Nutrición y Alimentación
- Salud Basada en las Emociones
- Salud Mental
- Seguridad del paciente
- Innovación Tecnológica y Sistemas de información
- Urgencias y Atención Continuada (GUAC)
- Utilización de fármacos
- VIH Sida

### Publicaciones de la semFYC
- Tratado de Medicina familiar y comunitaria
- Gestión de lo cotidiano
- Escenarios clínicos de la ecografía en la Medicina Familiar
- Gestión de lo cotidiano
- Guía de Actuación en Atención Primaria
- Manual de exploración física
- Manual de urgencias y emergencias
- Recomendaciones sobre el uso de los medicamentos
- Entrevista clínica – Manual de estrategias prácticas
- Manual de enfermedades infecciosas en Atención Primaria
- Soporte vital inmediato. Guías ERC 2010
- Educación sanitaria en el asma
- Guía de ayuda al diagnóstico en Atención Primaria
- Uso clínico de los psicofármacos en atención primaria
- Más de 150 respuestas sobre Incapacidad Temporal
- Atención a las personas mayores en Atención Primaria